# Albert Lamorisse
Albert Lamorisse (París, 13 de enero de 1922-2 de junio de 1970) fue un director de cine francés, ganador de varios premios internacionales. 
Empezó en el cine como asistente de fotografía, trabajando para François Tuefferd. La realización de su primer corto documental, Djerba, le permitirá empezar a rodar obras de ficción.
Su trabajo más conocido es Le ballon rouge (1956), que le hizo ganar la Palma de oro en el Festival de cine de Cannes y el Óscar al mejor guion original.
Además de como cineasta, se le recuerda por ser el creador del popular juego de mesa Risk en 1957.

## Intimidad
Lamorisse tenía tres hijos: Pascal, Sabine y Fanny, los dos primeros participaron en el corto del globo rojo.
Lamorisse falleció en un accidente de helicóptero mientras filmaba el documental Le vent des amoreux en Irán. Su viuda y su hijo terminaron la película, basada en notas que había dejado el director. Fue lanzada ocho años después en 1978 y nominada al Óscar como mejor documental.

## Filmografía
Cortometrajes
- Bim (1950) Bim, le petit âne
- Crin-Blanc (1953)
- Le ballon rouge (1956)

Películas
- Le Voyage en ballon (1960)
- Fifi la plume (1965)
- Le Vent des amoureux

Documentales
- Djerba (1947)
- Versailles (1967)
- Paris jamais vu (1967)
- Le Vent des amoureux (1978)

## Premios y distinciones
* Fuente: Página del cineasta en IMDb. 
| Año  | Festival / Premio                               | Categoría                          | Película               | Resultado |
| ---- | ----------------------------------------------- | ---------------------------------- | ---------------------- | --------- |
| 1953 | Festival de Cannes                              | Palma de Oro al mejor cortometraje | Crin blanc             | Ganador   |
| 1953 | Premio Jean Vigo                                | Mejor cortometraje                 | Crin blanc             | Ganador   |
| 1953 | Festival Internacional de Cine de San Sebastián | Concha de Oro                      | Crin blanc             | Nominado  |
| 1954 | Premios BAFTA                                   | Mejor documental                   | Crin blanc             | Nominado  |
| 1956 | Premio Louis Delluc                             | Mejor largometraje                 | El globo rojo          | Ganador   |
| 1956 | Festival de Cannes                              | Palma de Oro al mejor cortometraje | El globo rojo          | Ganador   |
| 1957 | Premios BAFTA                                   | Premio especial                    | El globo rojo          | Ganador   |
| 1957 | Premios Óscar                                   | Mejor guion original               | El globo rojo          | Ganador   |
| 1957 | National Board of Review                        | Mejor película extranjera          | El globo rojo          | Ganador   |
| 1960 | Festival Internacional de Cine de Venecia       | León de Oro                        | Le voyage en ballon    | Nominado  |
| 1960 | Festival Internacional de Cine de Venecia       | Premio OCIC                        | Le voyage en ballon    | Ganador   |
| 1961 | Semana Internacional de Cine de Valladolid      | Premio San Gregorio                | Le voyage en ballon    | Ganador   |
| 1965 | Festival de Cannes                              | Premio artista técnico de la CST   | Fifi la plume          | Ganador   |
| 1965 | Festival de Cannes                              | Palma de Oro                       | Fifi la plume          | Nominado  |
| 1967 | Festival de Cannes                              | Premio artista técnico de la CST   | Versailles             | Ganador   |
| 1967 | Festival de Cannes                              | Palma de Oro al mejor cortometraje | Versailles             | Nominado  |
| 1979 | Premios Óscar                                   | Mejor largometraje documental      | ''Le Vent des amoureux | Nominado  |